# Human Trafficking
Human Trafficking (dan.: menneskehandel) er en amerikansk – canadisk drama tv-miniserie fra 2005 af filminstruktør Christian Duguay (Art of War). Miniserien omhandler moderne kvindehandel og tvangsprostitution, en virkelighed der er hverdag for hundredtusindvis af kvinder verden over. 
Miniserien blev nomineret til to Golden Globe samt 11 andre priser.

## Handling
Nadia (Laurence Leboeuf), en 16-årig ukrainsk skolepige, Annie (Sarah-Jeanne Labrosse), en 12-årig amerikansk pige og Helena (Isabelle Blais), en 21-årig enlig tjekkisk mor, deler den skæbne at være taget til fange af kriminelle netværk af menneskehandlere, der sælger piger og kvinder til prostitution i Vesten og Mellemøsten. Nadia og Helena sælges til prostitution i USA, mens Annie pakkes ned for at blive solgt til Saudi Arabien. Bag netværket står mafialederen Karpovich (Robert Carlyle) med mange tilfælde af kidnapninger, tvangsprostitution og mord på samvittigheden. Den amerikanske agent Kate Morozov (Mira Sorvino) leder sammen med agent Bill Meehan (Donald Sutherland) kampen mod mafiaen og forsøget på at sætte kvinder fri.

## Priser og nominationer

### Golden Globes
- Best Actress In A TV Movie or Mini-Series: Mira Sovino (nomineret)
- Best Actor In A TV Movie or Mini-Series: Donald Sutherland (nomineret)

### Emmy Awards
Human Trafficking blev nomineret til tre Emmy Awards, en i kategorien Creative Arts for Best Music og 2 for Primetime
- Best Actor In A TV Mini-Series: Donald Sutherland
- Best Supporting Actor in a Mini-Series: Robert Carlyle.

### Gemini Awards
Human Trafficking vandt også tre Gemini Awards:
- Best Dramatic Mini-Series (Michael Prupas, Christian Duguay, Irene Litinsky)
- Best Costume Design (Marianne Carter)
- Best Production Design or Art Direction in a Dramatic Program or Series (Guy Lalande)

Samt nomineret til to andre Gemini Awards:
- Best Performance by an Actress in a Featured Supporting Role in a Dramatic Program or Mini-Series (Isabelle Blais)
- Best Sound in a Dramatic Program (Michel B. Bordeleau, Natalie Fleurant, Louis Gignac, Hans Peter Strobl)